# Jean Saint-Fort Paillard
Jean Saint-Fort Paillard (Saint-Cyr-l'École, 4 de agosto de 1903 - Pebble Beach, 16 de janeiro de 1990) foi um adestrador e oficial francês, campeão olímpico. 

## Carreira
Jean Saint-Fort Paillard representou seu país nos Jogos Olímpicos de 1948, 1952, e 1956, na qual conquistou a medalha de ouro no adestramento por equipes em 1948. 